# Kordon sanitarny (epidemiologia)

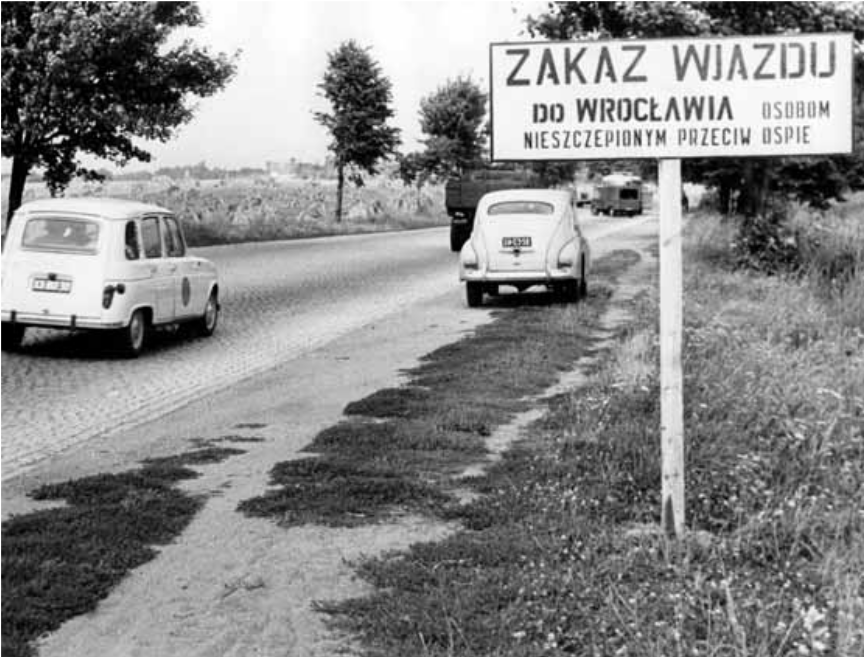
Lato 1963, epidemia ospy we Wrocławiu: kordon sanitarny wokół miasta

Kordon sanitarny – pierścień posterunków ustawionych wokół regionu, w którym rozprzestrzenia się epidemia (lub epizootia) niebezpiecznej choroby zakaźnej. Posterunki te mają za zadanie nie przepuszczać podróżnych, nieposiadających odpowiednich zezwoleń (najczęściej wydawanych jedynie tym osobom, które poddały się obowiązkowej kwarantannie lub szczepieniom), i w ten sposób zapobiec rozprzestrzenianiu się choroby poza opanowany przez nią obszar. W przeszłości zdarzało się, że posterunki na obwodzie kordonu sanitarnego miały rozkaz nieprzepuszczania nikogo i żadnych przepustek nie honorowano.
W roku 2020, w związku z pandemią COVID-19 (która dotknęła także Polskę), liczne kraje świata uruchomiły kordony sanitarne bądź to wokół swoich granic (tak jak np. Polska, o północy 15.03.2020 zamykając praktycznie możliwość wjazdu obcokrajowcom), bądź to wokół niektórych miast lub regionów. Między innymi 8 marca 2020 kordonem sanitarnym otoczono Lombardię oraz 14 miast z największą liczbą zachorowań we Włoszech.
W rzeczywistości kordony sanitarne nigdy nie były stuprocentowo skuteczne; stosując to rozwiązanie zawsze trzeba się liczyć z odosobnionymi przypadkami pozaprawnego przejścia przez kordon osób bez przepustek, a także wydania przepustek bez uzasadnienia lub też np. wykorzystania dokumentów fałszywych. Kordon sanitarny nie zapobiega także przenoszeniu drobnoustrojów chorobotwórczych przez małe zwierzęta (np. ptaki, gryzonie).